# Vivi Drăgan Vasile
Vasile (Vivi) I. Drăgan, cunoscut sub numele de Vivi Drăgan Vasile, (n. 28 august 1947, București) este un operator și director de imagine de film român. A semnat imaginea pentru filme de referință ale cinematografiei românești precum Drumul oaselor (1980), Înghițitorul de săbii (1982), Pe malul stîng al Dunării albastre (1983), Horea (1984), Moromeții (1987), Cuibul de viespi (1987), Secretul armei... secrete! (1989), Stare de fapt (1995), Filantropica (2002), Occident (2002), Furia (2002), Cealaltă Irina (2008), Nunta mută (2008), Caravana cinematografică (2009) și Despre oameni și melci (2011). A colaborat mult cu regizorul Stere Gulea.

## Biografie
A absolvit cursurile Institutului de Artă Teatrală și Cinematografică din București, clasa operator de film, în 1973. A predat ca profesor invitat la Academia de Teatru și Film între anii 1990-1994. 
A fondat în anul 1992 Fundației Arte Vizuale, fiind directorul ei executiv.

## Filmografie

### Director de imagine
- Drum în penumbră (1972) - membru al colectivului de filmare
- Ultima noapte a singurătății (1976)
- Bunicul și doi delincvenți minori (1976)
- Acțiunea „Autobuzul” (1978)
- Drumuri în cumpănă (1979)
- Ultima frontieră a morții (1979)
- Ora zero (1979)
- Amurgul fântânilor (1979)
- Mijlocaș la deschidere (1980)
- Drumul oaselor (1980)
- Fiul munților (1981)
- Înghițitorul de săbii (1982)
- Calculatorul mărturisește (1982)
- Pădurea nebună (1982)
- Năpasta (1982)
- Pe malul stîng al Dunării albastre (1983)
- Prea cald pentru luna mai (1984)
- Horea (1984)
- Încrederea (1986)
- Punct... și de la capăt (1987)
- Cuibul de viespi (1987)
- Moromeții (1987)
- Maria și marea (1989)
- Secretul armei... secrete! (1989)
- Cine are dreptate? (1990)
- Piața Universității – România (documentar, 1991) – în colaborare cu Vlad Păunescu și Sorin Ilieșiu
- Și va fi... (1991)
- Abel în codru (1992)
- Dark Angel (1993)
- Patul conjugal (1993)
- Secția (1994)
- Time Warriors (serie TV, 1994)
- Stare de fapt (1995)
- Kid Midas (1996)
- Orașul în miniatură (1997)
- Dream Mine (mediu metraj, 1998)
- Sleeping Beauty (1998)
- Le record (1998)
- Dușmanul dușmanului meu (1999) - în colaborare cu Steven Wacks
- Chacho Rom (2000)
- Light falls on your face, my dear (2001)
- Filantropica (2002)
- Occident (2002)
- Furia (2002)
- Hellraiser - 7 (2002)
- My name is Modesty (2002)
- Boborul (scurt metraj, 2003)
- Dallas (2003)
- Mammoth (2005)
- La urgență (serial TV, 2006)
- Cealaltă Irina (2008)
- Nunta mută (2008)
- Caravana cinematografică (2009)
- Ursul (2010)
- Despre oameni și melci (2011)
- De azi înainte (mediu metraj, 2012)
- Sunt o babă comunistă (2012)
- Evadarea (2012)
- Moromeții 2 (2018)[5]

### Regizor
- Piața Universității – România (documentar, 1991) – împreună cu Stere Gulea și Sorin Ilieșiu
- S-a votat Codul penal (video, 1993, a însoțit albumul omonim al lui Valeriu Sterian) [6]

## Premii și distincții
Directorul de imagine Vivi Drăgan Vasile a obținut cinci premii pentru imagine ale Asociației Cineaștilor din România (ACIN)/Uniunii Cineaștilor din România (UCIN):
- în anul 1979 - pentru filmul Ora zero (ex-aequo cu Călin Ghibu pentru filmul Între oglinzi paralele),[7]
- în anul 1987 - pentru filmul Moromeții,[8]
- în anii 1994-1995 - pentru filmul Stare de fapt (ex-aequo cu Dinu Tănase pentru filmul Rosenemil - O tragică iubire),[9],
- în anul 2002 - pentru filmele Occident și Furia[10] și
- în anul 2008 - pentru filmul Nunta mută.[11]

De asemenea, a obținut și alte premii ale ACIN/UCIN:
- Diplomă de onoare pentru imaginea filmelor Înghițitorul de săbii și Năpasta (1982),[12]
- Marele Premiu pentru film documentar de lung metraj - pentru filmul Piața Universității – România (1991), împreună cu Stere Gulea și Sorin Ilieșiu[13] și
- Premiul pentru promovarea filmului românesc: Editura Video (director Bujor T. Râpeanu) și Fundația de Arte Vizuale (director Vivi Drăgan Vasile) (1996-1997).[14]

Printre celelalte premii obținute de Vivi Drăgan Vasile în cariera sa sunt de menționat următoarele:
- Mențiune pentru imagine la Festivalul Național Costinești pentru filmul Pe malul stîng al Dunării albastre  (1983)
- Premiul pentru documentar la Festivalul Național Costinești pentru Piața Universității - România (1991)
- Premiul anual al Asociației criticilor din Ungaria pentru imaginea filmului Secția (1995)
- Premiul special al Festivalului Internațional Mediawave - Györ, Ungaria, pentru Secția (1995)
- Premiul Pro Victoria pentru imaginea filmului Stare de fapt (1997)
- Premiul PRO CULTURA HUNGARICA al Ministerului Culturii al Ungariei (2002)
- Premiul pentru imagine al Transilvania International Film Festival - Cluj  pentru filmul Furia (2003)
- Premiul pentru imagine al Festivalului Internațional Anonimul pentru filmul Boborul (2004)
- Premiul MMK Ungaria (2007)
- Premiul Producătorului La drumul mare, Festivalul IPIFF, Constanța, România (2008)
- Premiul RSC (Romanian Society of Cinematographers) pentru Nunta mută (2008)[15]
- Premiul RSC (Romanian Society of Cinematographers) pentru Cealaltă Irina (2010)
- Premiul IPIFF Fest International al Producatorilor Independenti „Memoria de piatră” (2010)
- Premiul RSC (Romanian Society of Cinematographers) pentru Caravana cinematografică (2011)

Vivi Drăgan Vasile a fost nominalizat la Premiul Gopo pentru cea mai bună imagine la Gala Premiilor Gopo 2009 pentru filmul Nunta mută , dar nu a câștigat, obținând totuși Premiul special Romanian Society of Cinematographers pentru activitatea sa la acest film.  El a fost nominalizat și la Gala Premiilor Gopo 2011  - cu filmul Caravana cinematografică, dar nu a câștigat.
Președintele României Ion Iliescu i-a conferit cineastului Vivi Drăgan Vasile la 29 noiembrie 2002 Ordinul național Serviciul Credincios în grad de Cavaler, „pentru crearea și transmiterea cu talent și dăruire a unor opere literare semnificative pentru civilizația românească și universală”. 